# Hasan Mahmud
Hasan Mahmud (bengalisch হাসান মাহমুদ; * 12. Oktober 1999 in Lakshmipur, Bangladesch) ist ein bangladeschischer Cricketspieler, der seit 2020 für die bangladeschische Nationalmannschaft spielt.

## Kindheit und Ausbildung
Mahmud war Teil des bangladeschischen Teams beim ICC U19-Cricket-Weltmeisterschaft 2018.

## Aktive Karriere
Mahmud gab sein Debüt in der Nationalmannschaft im März 2020 in einem Twenty20 gegen Simbabwe. Im Januar 2021 folgte dann gegen die West Indies sein ODI und erzielte dabei 3 Wickets für 28 Runs. Er wurde dann für den ICC Men’s T20 World Cup 2022 nominiert und erzielte dabei gegen Indien 3 Wickets für 47 Runs. Im März 2023 gelang ihm dann in der ODI-Serie gegen Irland mit 5 Wickets für 32 Runs sein erstes Five-for, wofür er als Spieler des Spiels ausgezeichnet wurde. Im Herbst wurde er für den Cricket World Cup 2023 nominiert.